# Бастхайм
Бастхайм (нем. Bastheim, диалект. Bosde) — крупнейший муниципалитет в Безенгау в районе Рён-Грабфельд в Нижней Франконии и член административного сообщества Мелльрихштадт.
Население составляет 2518 человек (на 31 декабря 2010 года). Занимает площадь 41,75 км².

## Этимология
Название места объясняется деятельностью по вязке веников из веток берёзы, которой занималось население в зимы XVIII и XIX веков в связи с экономическими трудностями.

## География
Бастхайм находится в регионе Майн-Рен. Географически муниципалитет Бастхайм и его части муниципалитета в значительной части соответствуют, так называемому Безенгау, с центром в деревне Бастхайм в долине Эльс.
Муниципалитет состоит из восьми частей (в скобках указан тип поселения):
- Бастхайм (Приходская деревня)
- Брайтбах (Кирхдорф)
- Гекенау (Деревня)
- Рэйрсбах (Приходская деревня)
- Рёдлес (Кирхдорф)
- Симонсхоф (Институт)
- Унтервальдберунг (Кирхдорф)
- Верхтерсвинкель (Кирхдорф)

## Население
По последним данным, численность населения составляет — 2,689. По оценке на 31 декабря 2015 года население общины Бастхайм составляет 2042 чел. 

| Дата      | 1840 | 1871 | 1900 | 1925 | 1939 | 1950 | 1961 | 1970 | 1987 | 2011 |
| --------- | ---- | ---- | ---- | ---- | ---- | ---- | ---- | ---- | ---- | ---- |
| Население | 1475 | 1628 | 1739 | 1721 | 1769 | 2240 | 1927 | 2195 | 2175 | 2156 |

| Год       | 1960 | 1970 | 1980 | 1990 | 2000 | 2009 | 2010 | 2011 | 2012 | 2013 | 2014 | 2015 |
| --------- | ---- | ---- | ---- | ---- | ---- | ---- | ---- | ---- | ---- | ---- | ---- | ---- |
| Население | 2098 | 2298 | 2470 | 2369 | 2591 | 2562 | 2518 | 2150 | 2126 | 2081 | 2075 | 2042 |

## История
Находки могил бронзового века и периода Гальштата в районе Бастхайма свидетельствуют о культурной деятельности уже около 1800 года до н. э.
Около 700 года франки начали продвигаться на восток (засвидетельствовано топонимами, оканчивающимися на heim), откуда тюринги (от них произошли более старые имена основателей, оканчивающиеся на ungen ) были оттеснены к Реннштайгу, который в средние века был франконской границей. На данный момент Бастхайм можно представить как небольшую населенную лесную полянку на берегу ручья. Местный дворянский род лордов Бастхайма восходит к 1180 году, и в позднем средневековье они предоставляли ключевых чиновников в административном аппарате для духовенства принца-епископа в Вюрцбурге. Национальное значение для Безенгау имело в Средние века также более поздний секуляризованный цистерцианский монастырь в Вехтерсвинкеле.
В 1525 году крестьяне из Бастхайма захватили Гильденбург во время Крестьянской войны с Германией и полностью разрушили его. Предположительно, повстанцы поверили, что там был реформатор Мартин Лютер, и разрушили замок, когда не смогли его найти. Однако это, вероятно, легенда, возникшая позже, поскольку никаких исторических подтверждений этому мотиву крестьян нет. В результате Венского конгресса большая часть Франконии и, следовательно, также Бастхайм в пользу Баварии была оставлена эрцгерцогу Фердинанду Тосканскому в 1805 году, чтобы сформировать Великое герцогство Вюрцбургское, и пало вместе с ним в 1814 году. Первый Парижский мир, окончательный с Королевством Бавария. Бароны Бастхейма вымерли в 1848 году. В 1856 году старый окруженный рвом замок лордов Бастхайма был снесен, а в 1869 году была построена приходская церковь Святого Себастьяна.
В ходе административных реформ в Баварии городским указом 1818 года возникла политическая община Бастхайма.
В нацистскую эпоху синагога еврейской общины на Аувег 1 была осквернена во время ноябрьского погрома 1938 года, а культовые объекты уничтожены. Памятная доска на здании, которое сейчас используется семьёй Колпинг, отмечает это событие. Бастхайм имеет национальное значение из-за Хайматоф Симонсхоф, который находится в двух километрах к северу от основного сообщества. Здесь Каритас заботится о женщинах и мужчинах из маргинализированных социальных групп.

### Инкорпорации
В рамках региональной реформы в Баварии 1 января 1972 года были включены муниципалитеты Брайтбах, Рейерсбах, Рёдлес и Унтервальдберунген. 1 мая 1978 года была зарегистрирована компания Wechterswinkel.

## Развитие населения
В период с 1988 по 2018 год население сократилось с 2204 до 2085 человек на 119 жителей, или на 5,4 %. В 2004 году в муниципалитете проживало 2673 человека.

## Политика
Профессиональный мэр — Тобиас Зойферт (Свободные избиратели Безенгау). Он находится в должности с 1 мая 2020 года. На выборах 2020 года он был избран в первом туре голосования с 68,2 % голосов.

## Административное
Муниципалитет имеет самоуправление с 1978 года, и в результате принятия закона о внесении поправок в Закон о муниципальной организации Баварии, принятого парламентом земли Бавария 16 июня 2021 года, он стал членом административного сообщества Мелрихштадта с 1 июля 2021 года.

## Герб
Герб: «Под головой щита синего цвета, разделённого чёрным и серебряным в разрезе облаков, золотой посох, расположенный по диагонали влево и растущий, покрытый кривой полосой, вложенной в два ряда красного и серебряного цветов». Является гербом с 1979 года.
Обоснование герба: Разделение облаков на чёрное и серебряное взято из герба лордов Бастхайма, задокументированных с 1180 года, которые вымерли в 1848 году. Эта знатная семья владела поместьями в Фордеррене, в Грабфельде и в районе аббатства Фульда, а их родовая резиденция находилась в окружённом рвом замке Бастхайм. Соседний цистерцианский монастырь в Вехтерсвинкеле приобрел многочисленные поместья у лордов Бастхайма между 1273 и 1280 годами и оставался в деревне, пока не был распущен в 1592 году. Об этом свидетельствуют косая балка красных и серебряных цветов и посох с монастырского герба.

## Экономика и инфраструктура

### Экономика и сельское хозяйство, туризм
Как и во всех сельских районах, в Бастхайме прежняя экономическая инфраструктура также находится в упадке. От двух пекарен, двух мясных лавок, двух постоялых дворов, сапожной мастерской, бондарной мастерской и всех других ремесленных предприятий, которые несколько десятилетий назад располагались в центре Бастхайма, мало что осталось, в том числе из-за сильной привлекательности близлежащих городов, куда теперь можно добраться на машине. Основными работодателями для населения Бастхайма являются оставшиеся местные ремесленные предприятия, а также средние и крупные компании в соседних городах, таких как Бад-Нойштадт или Мелльрихштадт.
В Бастхайме сельское хозяйство тоже не обошло стороной «смерть фермеров» в последние десятилетия. После последней мировой войны почти каждая ферма в муниципалитете по-прежнему была в основном фермой с полной занятостью и сезонными подработками (фермер летом, лесной рабочий или резчик зимой и строитель домов в каменоломне весной), но есть в настоящее время только четыре человека, работающих в сельском и лесном хозяйстве, сообщившии о полной деятельности.
Туризм и туризм не смогли утвердиться в Бастхайме в больших масштабах, но есть несколько гостевых домов и гостевых комнат.

### Образование
У муниципалитета есть детские сады в районах Бастхайм и Рейерсбах. В основном районе Бастхайма есть начальная школа. В деревенском доме культуры в Рёдлесе создана общественная библиотека.

## Достопримечательности
- Монастырь Вехтерсвинкель
- Парк скульптур
- Пещера Гётца